# Christian Rubi (Heimatforscher)
Christian Rubi (* 3. Juni 1899 in Grindelwald; † 15. Juli 1990 in Bern) war ein Schweizer Lehrer, Heimatforscher und Volkskundler.

## Leben

### Familie
Christian Rubi war der einzige Sohn des gleichnamigen Landwirts und Zimmermanns Christian Rubi und dessen Ehefrau Marianne (geb. Schilt) († 1903); er hatte noch zwei jüngere Schwestern.
In erster Ehe war er seit 1924 mit Ida, die Tochter von Friedrich Niklaus Moser verheiratet; die Ehe wurde später geschieden. Am 30. September 1937 heiratete er in zweiter Ehe Lisette, die Tochter von Christian Reber, aus Schangnau; gemeinsam hatten sie einen Sohn und zwei Töchter. Seine Tochter Katrin Roth-Rubi (* 12. August 1946 in Bern) wurde Vizepräsidentin des Stiftungsrates der Stiftung für Forschung in Spätantike und Mittelalter in Bad Zurzach.
Christian Rubi wurde auf dem Schosshaldenfriedhof in Bern beigesetzt.

### Werdegang
Nach der Ausbildung an dem staatlichen Lehrerseminar Hofwil war Christian Rubi ab 1920 Lehrer in Matzwil bei Radelfingen, ab 1923 in Bowil und ab 1932 im Breitenrainschulhaus im Bezirk Breitfeld in Bern, bis er 1945 die vom Grossen Rat des Kantons Bern damals einmalig in der Schweiz geschaffene Stelle für ländliche Kulturpflege des Kantons Bern als Adjunkt der Landwirtschaftsdirektion leitete, die sich mit der Erforschung und Pflege der bernischen Bauern- und Dorfkultur beschäftigte; bereits 1943 erfolgte seine Freistellung vom Schuldienst.
Seine Aufgabenstellung war die Erforschung der bernischen Volkskunst, Erhaltung des alten Kulturgutes, Neuerweckung der Volkskunst und des Kunsthandwerks, Einwirkung auf die Gesinnung der Landbevölkerung durch Vorträge und Mitarbeit in den Vorständen der kulturellen Vereine, unter anderem Schweizer Heimatschutz, Trachtenvereinigung, Ökonomisch-gemeinnützige Gesellschaft und Volkskunde; 1967 erfolgte seine Pensionierung.
Nach seiner Pensionierung wandte er sich Studien im Staatsarchiv des Kantons Bern und in der Burgerbibliothek zu.
Gemeinsam mit Walter Laedrach und dem Verleger Paul Haupt gründete er 1941, in Verbindung mit der Bernischen Erziehungsdirektion, der Bernischen Landwirtschaftsdirektion und dem Berner Heimatschutz, die kunst- und kulturgeschichtliche Monografie-Reihe Berner Heimatbücher.
Er wurde 1944 erster Redakteur der Zeitschrift zur Wahrung des bäuerlichen Kulturschaffens Der Hochwächter; 1950 legte er sein Amt nieder.

### Volkskundlerisches und schriftstellerisches Wirken
Christian Rubi galt als Entdecker bernischer Volkskunst und Volkskultur und machte sich um die systematische Erfassung der Volkskunst am Berner Bauernhaus verdient; er veröffentlichte verschiedene Schriften, unter anderem 1944 Berner Bauernmalerei aus drei Jahrhunderten, das in mehreren Auflagen erschien und 1968 Taufe und Taufzettel im Bernerland. Zu seinen Büchern veröffentlichte er auch Artikel und Aufsätze, so im Jahrbuch des Oberaargaus. Seine Bücher und Aufsätze illustrierte er selbst. Einige seiner Bilder befinden sich heute in der Roth-Stiftung in Burgdorf.

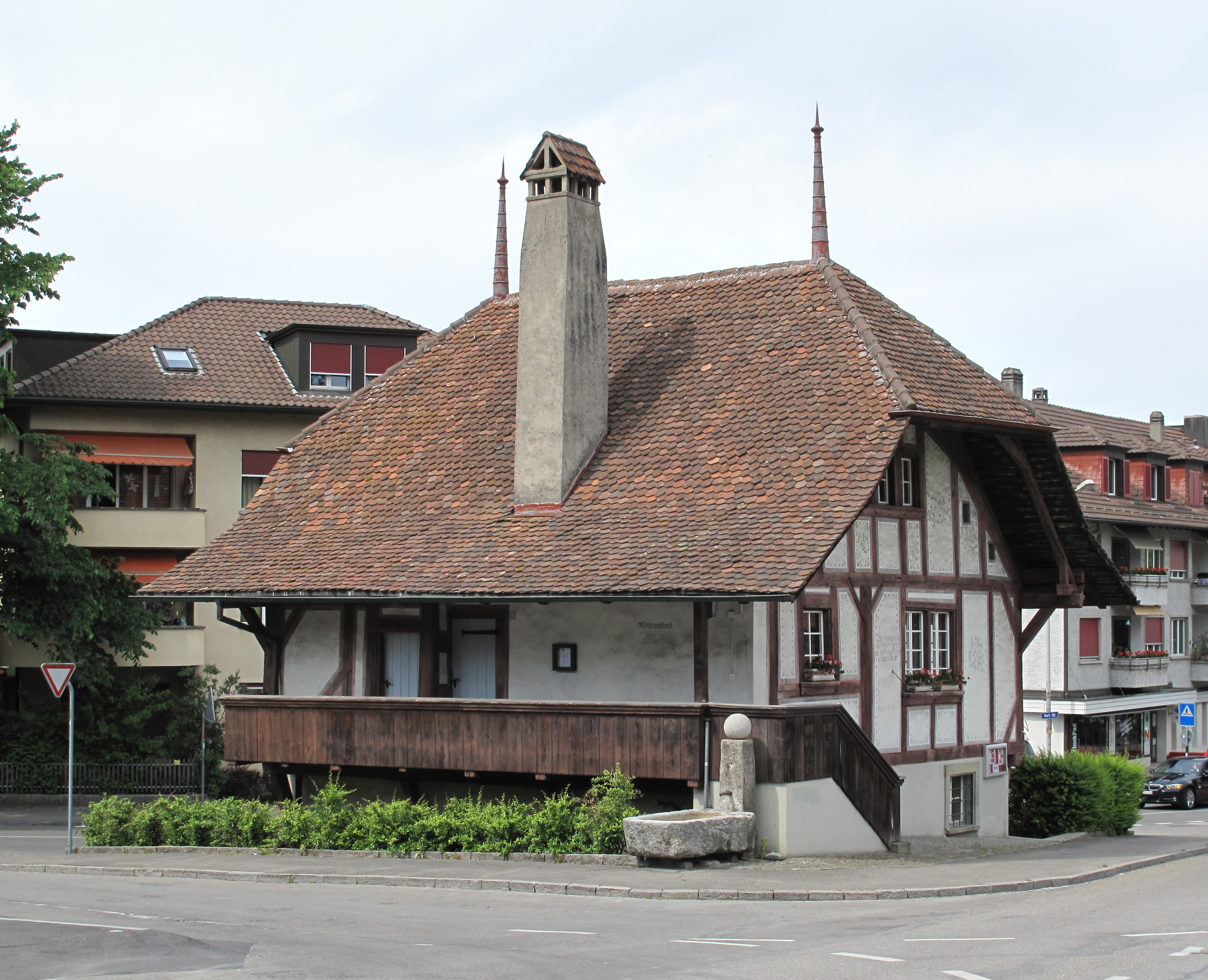
Nobshaus in Wabern (2012)

In seiner Aufgabe als Leiter der Kulturpflege begann er seine Aufgabe mit der genauen Inventur aller Kunstschätze, die vorhanden und zum Teil noch gar nicht als solche erkannt worden waren. Hierzu nutzte er das Wissen der Volksschullehrer des Kantons. Er liess Fragebögen an die Vertrauenslehrer verteilen, in denen jedes Bauernhaus erfasst wurde. Die Ergebnisse, Angaben über die Häuser, über vorhandene alte Hausgeräte und Inneneinrichtungen, legte er darauf in einer Kartothek nieder.
In den 1940er Jahren initiierte er die Gründung der Heimatvereinigung Niedersimmental.
Er setzte sich unter anderem 1958 für den Erhalt des Nobshauses in Wabern bei Bern ein.
Als Lehrer schrieb er für die Aufführungen der Schüler seine Bühnenstücke selber und nutzte hierzu die Werke Schweizer Schriftsteller.
Seit 1968 war Christian Rubi verantwortlicher Herausgeber der Reihe Volkskunst und Volkskultur, die im Büchler-Verlag in Wabern, erschien.
Gemeinsam mit Rudolf Rubi verfasste er eine fünfteilige Heimatbuchreihe zu der Umgebung von Grindelwald: Im Tal von Grindelwald – Bilder seiner Geschichte.

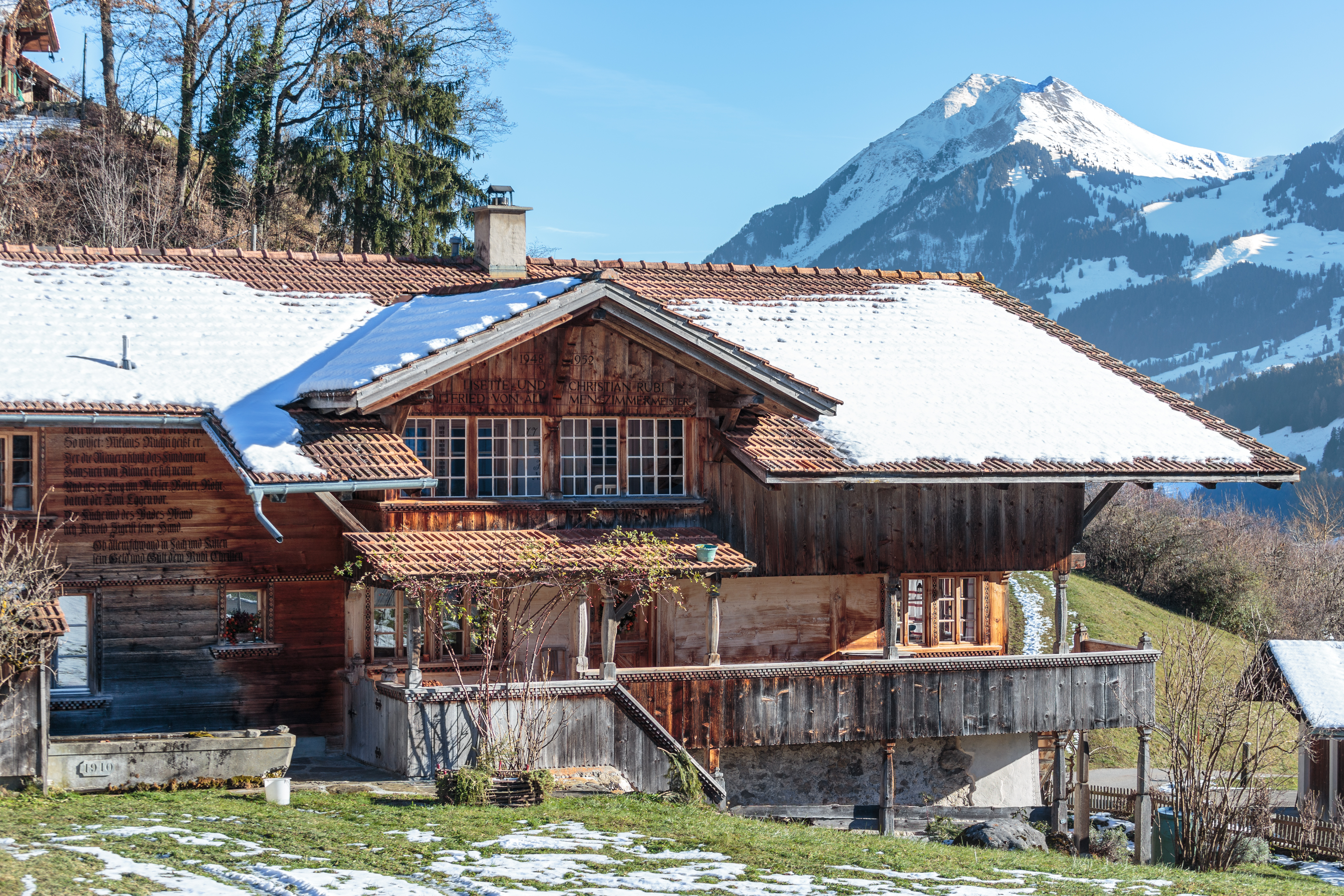
Wohnhaus von Christian & Lisette Rubi, Nidfluh 315

Er führte Kurse für das Bemalen und Beschnitzen von Holzgeräten sowie für Scherenschnitt und Kalligrafie durch und leitete auch Hausrenovationen, unter anderem 1949 an seinem eigenen Bauernhaus, als er, gemeinsam mit dem Schweizer Maler Werner Schmutz, die Fassade des Hauses in Nidfluh in Därstetten, sowie später vier weitere dortige Bauernhäuser, renovierte. 1962 konnte er einen Speicher von 1720 auf dem Schwendihof in Krauchthal sowie ein Bauernhaus in Brechershäusern restaurieren lassen und 1963 war er an der Restaurierung der Kirche Würzbrunnen in der Gemeinde Röthenbach im Emmental, beteiligt. Mitte der 1960er Jahre leitete er die Restaurierung von drei alten Bauernhäusern in Bönigen am Brienzersee. Auf seine Veranlassung wurde 1972 der Pfarrpfrundspeicher in Wünnewil um 200 Meter umgesetzt und später zum Dorfmuseum eingerichtet.
Seine Archivabschriften zu Kulturgeschichte und Volkskunst füllen mehr denn 150 Bände mit über 15.000 Seiten; mehrere hundert Aufsätze in Fachschriften und Zeitungen schöpften aus dieser Grundlagenforschung.
Er war befreundet mit dem Historiker und Volkskundler Robert Marti (1885–1970), mit dem er das Bernerland durchwandert hatte.

## Ehrungen und Auszeichnungen
1989 erhielt Christian Rubi die Goldene Burgermedaille der Burgergemeinde Bern.
2014 war in der Bilderbörse Gallery in Rüegsauschachen die Ausstellung Der unbekannte Bekannte zu sehen, in der mit 140 Bildern die Bandbreite des malerischen Könnens von Christian Rubi dargestellt wurde.

## Mitgliedschaften
Christian Rubi wurde 1933 in den Vorstand des Historischen Vereins des Kantons Bern gewählt.
1956 war er Sekretär der Schweizerischen Gesellschaft für Volkskunde.
Er war seit 1942 Mitglied im Berner Schriftstellerinnen und Schriftsteller Verein und wurde 1964 Ehrenmitglied des Berner Heimatschutzes.
Bis 1968 war er Mitglied der Verwaltungskommission Schloss Landshut.
Er war Mitglied des bernischen Synodalrats und später Kirchgemeinderat der Markuskirche in Bern.

## Schriften (Auswahl)
- Grindelwald in den Pestmonaten des Jahres 1669. 1929.
- Sonntagsentheiligungen. In: Der Bund vom 21. Januar 1934. S. 1–3 (Digitalisat).
- Rentiert das? Dialekthörspiel fürs Radio. 1937.[30]
- Der Emmentaler Speicher. Bern: Haupt, 1941.
- Beim Grindelwaldner Bauer. 1941.
- Geschichte des Hofes Hertig im Untern Frittenbach. In: Berner Zeitschrift für Geschichte und Heimatkunde, Band 3, Heft 1. 1941. S. 5–73 (Digitalisat).
- Volkskunst am Berner Bauernhaus. Basel: Helbing & Lichtenhahn, 1942.
- Im alte Landgericht Stärnebärg. Bern 1942.
- Köbi: ein berndeutsches Schülerspiel in sieben Bildern nach Adolf Hallers Buch "Kamerad Köbi". Aarau: Verlag Sauerländer, 1942.
- Bernische Volkskunst: Forschung und Pflege. In: Der Bund vom 4. Juni 1944. S. 9 (Digitalisat).
- Christian Rubi, Elisabeth Baumgartner, Hans Rhyn: Die Bauernstube. Solothurn: Gassmann, 1944.
- Beschnitzte Geräte. 1944.
- Das Simmentaler Bauernhaus. 1948.
- Berner Bauernmalerei aus drei Jahrhunderten. 1948.
- Triebkräfte in der bernischen Volkskunst. In: Schweizerisches Archiv für Volkskunde, Band 47. 1951. S. 150–166 (Digitalisat).
- Holzbemalen, Kerbschnitzen und verwandtes Zieren. 1951.
- Peterli: ein Schulstück nach Jeremias Gotthelfs "Leiden und Freuden eines Schulmeisters". Aarau: Verlag Sauerländer, 1952.
- Klaus Leuenberger. Mundartdrama. 1952.[31]
- Holzbemalen, Kerbschnitzen. Bern: Huber, 1953.
- Das Jahr des Johannes Erb. Erzählung aus dem Berner Oberland. Frauenfeld, Huber 1955.[32]
- Das "Nobshaus" in Wabern. In: Wir Brückenbauer vom 26. September 1958. S. 5 (Digitalisat).
- Das Kerbschnitzen. Bern: Huber, 1959.
- Scherenschnitte aus hundert Jahren: Johann Jakob Hauswirth, Louis Saugy und Christian Schwizgebel; ein Beitrag zur schweizerischen Volkskunstforschung. Bern: Huber, 1959.
- Der Löwen-Speicher in Langnau. In: Wir Brückenbauer vom 27. Oktober 1961. S. 8 (Digitalisat).
- Holzbemalen und andere Ziertechniken. Ravensburg: Maier, 1964.
- Berner Bauernmalerei aus drei Jahrhunderten. Bern: Haupt, 1965.
- Taufe und Taufzettel im Bernerland. Wabern: Büchler-Verlag, 1968.
- Liebstes Herz, ich bitte Dich! Liebeszeichen und Volksbräuche im Bernerland. Waber: Büchler, 1969.
- Papierschnitt, Scherenschnitt, Schablonenschnitt: ein Anleitungsbuch. Wabern: Büchler, 1970.[33]
- Weihnachten als Jahresanfang: Das alte Kalendarium - Der 5. Januar. In: Der Bund vom 4. Januar 1970. S. 30 (Digitalisat).
- Die altbernische Fastnacht. In: Der Bund vom 8. Februar 1970. S. 49 (Digitalisat).
- Die altbernische Fastnacht (Fortsetzung). In: Der Bund vom 22. Februar 1970. S. 57 (Digitalisat).
- Der traditionelle Bauernhof - Vermächtnis heute und künftig. In: Der Bund vom 15. März 1970. S. 57 (Digitalisat).
- Von grossem Schneefall und spätem Frühling: Aus alten Wetterchroniken. In: Der Bund vom 26. April 1970. S. 59 (Digitalisat).
- Der politische Erdrutsch vom Mai 1850. In: Der Bund vom 14. Juni 1970. S. 57 (Digitalisat).
- Hochzeit im alten Bernerland. In: Der Bund vom 6. September 1970. S. 39 (Digitalisat).
- Die Cholera im Anzug: Ratschläge des bernischen Sanitätsrats aus dem Jahre 1831. In: Der Bund vom 20. September 1970. S. 39 (Digitalisat).
- Ein emmentalisches Schützenfest und seine Folgen. In: Der Bund vom 25. Oktober 1970. S. 61 (Digitalisat).
- Der Kirchenbau im Eggiwil, 1630. In: Der Bund vom 1. November 1970. S. 61 (Digitalisat).
- Anfänge des Theaterspiels auf dem Lande. In: Der Bund vom 22. November 1970. S. 63 (Digitalisat).
- Der erschröckliche Komet und süsse Klaret - Vom Neujahr im alten Bern. In: Der Bund vom 10. Januar 1971. S. 33 (Digitalisat).
- Predikant und Bauer im alten Bern. In: Der Bund vom 14. Februar 1971. S. 39 (Digitalisat).
- Altbernisches Fastnachtstreiben - Wie das Bemervolk durch die Obrigkeit der Fastnacht entfremdet wurde. In: Thuner Tagblatt vom 24. Februar 1971. S. 7 (Digitalisat).
- Ein Abend in Bönigen - Aus einem Reisejournal geschrieben im Jahre 1809. In: Der Bund vom 4. April 1971. S. 39 (Digitalisat).
- Hochzeit im Bernerland. 1971.
- Die Zimmermannsgotik im Saanenland. 1972.
- Alte Berner Schreibkunst. Jakob Hutzli. Das gülden ABC. Bern: Benteli, 1975.[34]
- Das Saanerhaus des 17. Jahrhunderts. 1975.
- Antiquitätenhandel und Sennennot: Diebsgelichter raubt die Oberländer Weid- und Sennhütten aus. In: Der Bund vom 18. April 1975. S. 19 (Digitalisat).
- Das Werden der bernischen Landschule bis 1628. In Berner Zeitschrift für Geschichte und Heimatkunde, Band 37. 1975. S. 61–82 (Digitalisat).
- Pranger, Geige und Trommel: volkstümliche Strafen im alten Stande Bern. In Berner Zeitschrift für Geschichte und Heimatkunde, Band 37. 1975. S. 83–92 (Digitalisat).
- Alraune oder Mandragora: Die berühmteste Zauberpflanze des Morgen- und Abendlandes. In: Der Bund vom 30. Oktober 1976. S. 21 (Digitalisat).
- Aufgerichtet den 6. Tag Aprell 1766 - Zur Kulturgeschichte der bernischen Hochstudhäuser. In: Der Bund vom 30. Juli 1977. S. 17 (Digitalisat).
- Wegweiser meiner Jugend. Bern: GS-Verlag, 1978.
- "... zur Bildung tüchtiger Schullehrer" - Das Schulmeister-Institut des Abraham Balmer in Laupen. In: Der Bund vom 16. Juni 1979. S. 9 (Digitalisat).
- Das Pfarrkapitel Langenthal. In: Jahrbuch des Oberargaus, Band 21. 1978. S. 177–208 (Digitalisat).
- Die Allmende zu Dürrenroth. In: Jahrbuch des Oberargaus, Band 22. 1979. S. 56–65 (Digitalisat).
- In der alten Landschaft Saanen. 1980.
- Emmentalische Pfarrgeschichten, wie sie das Volk erzählt. In: Historischer Kalender, oder, Der hinkende Bot, Band 252. 1979. S. 118–120 (Digitalisat).
- Wunder am Wendelsee: Legenden, Sagen und Wundergeschichten erzählt am Kaminfeuer des Adrian von Bubenberg im Guldenen Hof zu Spiez. Bern: Wyss, 1979.[35]
- Aus einem ländlichen Gemeindearchiv: Bewegte Schulgeschichte vor 1628. Rapperswil machte sich tatkräftig an neue Aufgaben. In: Der Bund vom 15. März 1980. S. 13 (Digitalisat).
- Aus einem ländlichen Gemeindearchiv: Von schuldigen Frauen, Pest und Wölfen. In: Der Bund vom 22. März 1980. S. 9 (Digitalisat).
- Das Simmentaler Bauernhaus. Bern: Haupt, 1980.
- Der Taleinungsbrief von Grindelwald aus dem Jahre 1538 und seine Vorgeschichte. 1980.
- Der alte Krauchthaler Bauernhof und seine Gebäude o. J. ca. 1980
- Wirtschaft Gewerbe und Sitten: Das Saanenvolk im 18. Jahrhundert. In: Der Bund vom 1. August 1981. S. 6 (Digitalisat).
- Das Saanenvolk im 18. Jahrhundert: Eine Sonderstellung im Staate Bern. In: Der Bund vom 8. August 1981. S. 9 (Digitalisat).
- Heitere Pfarrgeschichten aus dem Bernerland. Bern: Wyss-Verlag, 1981.
- Aufritte und prunkvolle Regimentsumzüge: Burgdorf und der "löbliche Äussere Stand der Stadt Bern". In: Der Bund vom 31. Juli 1982. S. 6 (Digitalisat).
- Ein frühes Dokument zur Volkskunde: Das "Kunstbuch" des 1590 geköpften Predikanten. In: Der Bund vom 4. September 1982. S. 9 (Digitalisat).
- Karl Stettler; Christian Rubi: Die Kirchgemeinde Lotzwil: Bilder aus ihrer Geschichte. Lotzwil, 1983.
- Meisterschaft Lismer-Handwerks. In: Jahrbuch des Oberargaus, Band 26. 1983. S. 209–214 (Digitalisat).
- Anfänge der Lehrerbildung im Kanton Bern: Normalanstalten Vorläufer der Seminare. In: Der Bund vom 28. Januar 1984. S. 49 (Digitalisat).
- Anfänge der Lehrerbildung im Kanton Bern: Normalanstalten Vorläufer der Seminare (Schluss). In: Der Bund vom 4. Februar 1984. S. 45 (Digitalisat).
- Gesang und Musik finden in den Kirchen des Oberaargaus Einzug. In: Jahrbuch des Oberargaus, Band 27. 1984. S. 131–142 (Digitalisat).
- Die alten Zeiten bis um 1850. Rechtliche, wirtschaftliche, politische, kirchliche und kulturelle Zustände. Grindelwald, 1985.
- Die Holzzäune in unsern Landen. In: Jahrbuch des Oberargaus, Band 29. 1986. S. 105–114 (Digitalisat).
- Die Landvögte von Interlaken und das Neujahrsgeschehen im Bödeli. 1986.
- Nidfluh, erneuerte Hausmalereien. 1988.
- Im Tal von Grindelwald – Bilder seiner Geschichte.
  - Band 1: Die alten Zeiten bis um 1850. Verlag Sutter Druck, Grindelwald 1985.
  - Band 2: Rudolf Rubi: Vom Bergbauerndorf zum Fremdenort. Verlag Sutter Druck, Grindelwald 1986.
  - Band 3: Rudolf Rubi: Der Sommer- und Winterkurort. Verlag Sutter Druck, Grindelwald 1987.
  - Band 4: Das Wohnhaus und die Wirtschaftsgebäude. Verlag Sutter Druck, Grindelwald 1987.
  - Band 5: Rudolf Rubi: Das Gletscherdorf. Verlag Sutter Druck, Grindelwald 1993.